# 1002

## أحداث
- في 13 نوفمبر حدث مذبحة عيد القديس برايس , وهي تطهير عرقي لدانماركيون في إنجلترا من قبل الملك السكسوني إثيلريد أونريدي مما أغضب ملك الدانماركي سوين فوركبير مهد الطريق للأحتلال إنجلترا فشن ضرباته بين الأعوام (1002-1005, 1006-1007, 1009-1012) إلى أن نجح في احتلالها عام 1003 واصبح ملكاُ على إنجلترا واصبح أول ملوك الغزو الدانماركي الذي استمر 26 سنة وموت سوين بعد خمسة أسابيع من توليه الحكم فرجع أونريدي من منفاه نورماندي وحكم البلاد فترة قصيرة للأنة توفى وتاركا البلاد في حالة فوضى بسبب الصراع على الخلافة بين أبنين الملكيين (إدموند أيرونسايد وكانوت العظيم).

## مواليد
- الخطيب البغدادي
- أبى إسحاق الشيرازى
- أبو يوسف القزويني، عالِم وفقيه من المعتزلة.

## وفيات
- المنصور محمد بن ابي عامر - زعيم عسكري وسياسي في الأندلس.